# Олимпийская женская сборная Великобритании по футболу
Олимпийская женская сборная Великобритании по футболу (англ. Great Britain women's Olympic football team) — команда, представляющая Великобританию на женских футбольных турнирах Олимпийских игр.

## История
Традиционно Великобританию на международной арене в женском футболе представляют 4 сборных: Англия, Шотландия, Уэльс и Северная Ирландия. Вплоть до Олимпийских игр 2008 года единая женская олимпийская команда Великобритании не созывалась; на Олимпиаду в Пекин была предпринята попытка заявить команду Англии, являвшейся третьей по рейтингу женской командой в Европе, однако ФИФА не допустила её к Играм, сославшись на то, что она не является членом МОК и не может представлять всю Великобританию.

### Олимпийские игры 2012

#### Создание команды
После победы заявки Лондона на проведение Олимпийских игр в 2012 году Великобритания автоматически получила путёвку на футбольный турнир как хозяйка Игр. Британская олимпийская ассоциация заявила, что специально для участия в Играх будет создана единая сборная Великобритании, и вскоре делегировала это право Футбольной ассоциации Англии. Однако футбольные ассоциации Шотландии и Уэльса высказались против привлечения своих футболистов в объединённую сборную, опасаясь, что её создание может угрожать их независимому статусу. В октябре 2007 года Ирландская футбольная ассоциация, управляющая футболом в Северной Ирландии, также заявила, что не намерена делегировать своих игроков в сборную Великобритании. В ноябре 2011 года Профессиональная футбольная ассоциация предупредила ассоциации Шотландии, Уэльса и Северной Ирландии о недопустимости попыток запугать своих игроков с целью отказа от участия в Олимпиаде.
В июне 2011 года рекордсменка по количеству забитых мячей в майке сборной Шотландии Джули Флитинг исключила возможность своего участия на Олимпийских играх 2012 года. Она согласилась с мнением своего отца Джима, занимавшего пост директора по развитию в Ассоциации футбола Шотландии, о том, что это может поставить под угрозу существование отдельной шотландской команды. Коллега Флитинг по клубу и сборной Ким Литтл высказала противоположное мнение, заявив, что не понимает, как кто-то может запретить игроку участвовать в столь крупном событии, как Олимпиада, и была бы очень рада представлять Великобританию на Играх. Среди желающих выступать за объединённую команду оказались шотландки Рэйчел Корси и Дженнифер Битти, а также валлийка Гвеннан Харрис.
В октябре 2011 года на пост главного тренера олимпийской женской сборной Великобритании была назначена англичанка Хоуп Пауэлл. Создание команды она началас того, что разослала письма всем игрокам, кого она хотела бы видеть в составе, не допуская чей-либо отказ от приглашения. В январе 2012 года сообщалось, что ни одна из приглашённых Пауэллом футболисток не ответила отказом.

#### Турнир
На женском олимпийском футбольном турнире сборная Великобритании была посеяна под первым номером в группе E. 24 апреля 2012 года в ходе жеребьёвки британки узнали своих соперниц по групповому этапу — ими стали команды Бразилии, Камеруна и Новой Зеландии. Спустя два дня после жеребьёвки было объявлено о проведении единственного перед олимпийским турниром товарищеского матча сборной Великобритании — против команды Швеции.
По итогам группового этапа олимпийского турнира женская сборная Великобритании, одержав в трёх матчах три победы, с первого места в группе E вышла в следующую стадию, однако в первом же раунде плей-офф проиграла сборной Канады и закончила своё выступление на Играх.

#### Результаты
Товарищеские матчи
| 20 июля 2012 Тов. матч | Великобритания | 0:0 | Швеция | Мидлсбро           |
| 16:00                  |                |     |        | Стадион: Риверсайд |

Олимпийские игры 2012
| 25 июля 2012 Группа E. 1 тур | Великобритания | 1:0   | Новая Зеландия | Кардифф                                              |
| 16:00                        | Хьютон 64′     | Отчёт |                | Стадион: Миллениум Зрителей: 24 445 Судья: Кари Зейц |

| 28 июля 2012 Группа E. 2 тур | Великобритания                            | 3:0   | Камерун | Кардифф                                             |
| 17:15                        | Кейси Стоуни 18′ · Скотт 23′ · Хьютон 82′ | Отчёт |         | Стадион: Миллениум Зрителей: 31 141 Судья: Хон Ын А |

| 31 июля 2012 Группа E. 3 тур | Великобритания | 1:0   | Бразилия | Лондон                                               |
| 19:45                        | Хьютон 2′      | Отчёт |          | Стадион: Уэмбли Зрителей: 70 584 Судья: Кароль Шенар |

| 3 августа 2012 Четвертьфинал | Великобритания | 0:2   | Канада                     | Ковентри                                                         |
| 19:30                        |                | Отчёт | 12′ Филиньо · 26′ Синклейр | Стадион: Сити оф Ковентри Зрителей: 28 828 Судья: Сатико Ямагиси |

### Будущее команды
Будущее олимпийской сборной Великобритании не определено, так как в дальнейшем на крупных турнирах, таких как чемпионаты Европы и чемпионаты мира, продолжат выступать отдельно команды Англии, Шотландии, Уэльса и Северной Ирландии. После вылета с футбольного турнира Олимпиады 2012 главный тренер Хоуп Пауэлл высказала надежду о том, что британская сборная продолжить принимать участие в следующих Играх. В июне 2013 года представитель Футбольной ассоциации Англии, выступая с докладом в Палате лордов, что они готовы к дальнейшим участиям в Олимпиадах при условии соответствии квалификационным критериям одной из четырёх британских женских команд. Несмотря на это, после решительных возражений шотландской, валлийской и североирландской сторон, а также в связи со взятыми ФИФА на себя обязательствами о недопуске британской команды в случае, если все четыре стороны не договорятся между собой, 30 марта 2015 года Футбольная ассоциация Англии объявила, что не будет добиваться выступления на Олимпиаде в Рио-де-Жанейро.
В июне 2015 года Британская олимпийская ассоциация объявила кампанию по восстановлению женской команды для участия на Олимпийских играх 2020 в Токио. В марте 2018 года баронесса Сью Кэмпбелл, отвечающая за женский футбол в Англии, заявила, что три другие британские ассоциации готовы предоставить Футбольной ассоциации Англии возможность под своей эгидой собрать объединённую команду к Олимпиаде 2020. В октябре 2018 в ФИФА подтвердили право Англии бороться за одно из трех квалификационных мест доступных европейским командам на участия в Олимпийских играх 2020 в Токио, которое затем будет передано команде Великобритании. Женская футбольная команда Великобритании квалифицировалась на Олимпийские игры 2020 года после того, как Англия финишировала в тройке лучших европейских команд на чемпионате мира 2019. Главным тренером команды назначен Фил Невилл.

### Статистика выступлений
| Показатели выступлений на Олимпийских играх | Показатели выступлений на Олимпийских играх | Показатели выступлений на Олимпийских играх | Показатели выступлений на Олимпийских играх | Показатели выступлений на Олимпийских играх | Показатели выступлений на Олимпийских играх | Показатели выступлений на Олимпийских играх | Показатели выступлений на Олимпийских играх | Показатели выступлений на Олимпийских играх | Показатели выступлений на Олимпийских играх |
| Год                                         | Тренер                                      | Раунд                                       | Место                                       | М                                           | В                                           | Н                                           | П                                           | МЗ                                          | МП                                          |
| ------------------------------------------- | ------------------------------------------- | ------------------------------------------- | ------------------------------------------- | ------------------------------------------- | ------------------------------------------- | ------------------------------------------- | ------------------------------------------- | ------------------------------------------- | ------------------------------------------- |
| 1896 — 1992                                 | Женский футбольный турнир не проводился     | Женский футбольный турнир не проводился     | Женский футбольный турнир не проводился     | Женский футбольный турнир не проводился     | Женский футбольный турнир не проводился     | Женский футбольный турнир не проводился     | Женский футбольный турнир не проводился     | Женский футбольный турнир не проводился     | Женский футбольный турнир не проводился     |
| 1996 — 2008                                 | Не принимали участие                        | Не принимали участие                        | Не принимали участие                        | Не принимали участие                        | Не принимали участие                        | Не принимали участие                        | Не принимали участие                        | Не принимали участие                        | Не принимали участие                        |
| 2012                                        | Хоуп Пауэлл                                 | Четвертьфинал                               | 5                                           | 4                                           | 3                                           | 0                                           | 1                                           | 5                                           | 2                                           |
| 2016                                        | Не принимали участие                        | Не принимали участие                        | Не принимали участие                        | Не принимали участие                        | Не принимали участие                        | Не принимали участие                        | Не принимали участие                        | Не принимали участие                        | Не принимали участие                        |
| 2020                                        | Фил Невилл                                  | Четвертьфинал                               | 7                                           | 4                                           | 2                                           | 1                                           | 1                                           | 7                                           | 5                                           |
| Итого                                       | 2/5                                         | 2/5                                         | —                                           | 8                                           | 5                                           | 1                                           | 2                                           | 12                                          | 7                                           |

## Состав команды на Олимпийских играх 2012 года
Ниже представлена заявка женской сборной Великобритании для участия в Олимпийских играх 2012 года:
| №              | Имя            | Клуб        | Дата рождения   | Возраст | Игр     | Голов   |
| Вратари        | Вратари        | Вратари     | Вратари         | Вратари | Вратари | Вратари |
| -------------- | -------------- | ----------- | --------------- | ------- | ------- | ------- |
| 1              | Карен Бардсли  | Линчёпинг   | 14 октября 1984 | 27      | 5       | 0       |
| 18             | Рэйчел Браун   | Эвертон     | 2 июля 1980     | 32      | 1       | 0       |
| Защитники      |                |             |                 |         |         |         |
| 2              | Алекс Скотт    | Арсенал     | 14 октября 1984 | 27      | 5       | 0       |
| 3              | Стефани Хьютон | Арсенал     | 23 апреля 1988  | 24      | 5       | 3       |
| 5              | Софи Брэдли    | Линкольн    | 20 октября 1989 | 22      | 4       | 0       |
| 6              | Кейси Стоуни   | Линкольн    | 13 мая 1982     | 30      | 5       | 1       |
| 13             | Ифеома Диеке   | Виттшё      | 25 февраля 1981 | 31      | 3       | 0       |
| 16             | Клэр Рафферти  | Челси       | 11 января 1989  | 23      | 1       | 0       |
| 19             | Дуня Суси      | Челси       | 10 августа 1987 | 24      | 0       | 0       |
| Полузащитники  |                |             |                 |         |         |         |
| 4              | Джилл Скотт    | Эвертон     | 2 февраля 1987  | 25      | 5       | 1       |
| 8              | Фара Уильямс   | Эвертон     | 25 января 1984  | 28      | 5       | 0       |
| 12             | Ким Литтл      | Арсенал     | 29 июня 1990    | 22      | 5       | 0       |
| 14             | Анита Асанте   | Гётеборг    | 27 апреля 1985  | 27      | 5       | 0       |
| Нападающие     |                |             |                 |         |         |         |
| 7              | Карен Кэрни    | Бирмингем   | 1 августа 1987  | 24      | 5       | 0       |
| 9              | Эллен Уайт     | Арсенал     | 9 мая 1989      | 23      | 4       | 0       |
| 10             | Келли Смит     | Арсенал     | 29 октября 1978 | 33      | 4       | 0       |
| 11             | Рэйчел Янки    | Арсенал     | 1 ноября 1979   | 32      | 5       | 0       |
| 15             | Эниола Алуко   | Бирмингем   | 21 февраля 1987 | 25      | 5       | 0       |
| 17             | Рэйчел Уильямс | Бирмингем   | 10 января 1988  | 24      | 1       | 0       |
| Главный тренер |                |             |                 |         |         |         |
| Флаг Англии    | Хоуп Пауэлл    | Хоуп Пауэлл | 8 декабря 1966  | 45      |         |         |

1. ↑  Возраст игроков и их принадлежность клубам указаны по состоянию на 4 августа 2012 года.

## Текущий состав
Ниже представлена заявка женской сборной Великобритании для участия в Олимпийских играх 2020 года. В команду вошли 15 англичанок, две шотландки и одна валлийка:
| №              | Имя                | Клуб              | Дата рождения    | Возраст | Игр     | Голов   |
| Вратари        | Вратари            | Вратари           | Вратари          | Вратари | Вратари | Вратари |
| -------------- | ------------------ | ----------------- | ---------------- | ------- | ------- | ------- |
| 1              | Элли Робак         | Манчестер Сити    | 23 сентября 1999 | 21      |         |         |
| 13             | Карли Телфорд      | Челси             | 7 июля 1988      | 34      |         |         |
| 22             | Сэнди Макивер      | Эвертон           | 18 июня 1998     | 23      |         |         |
| Защитники      |                    |                   |                  |         |         |         |
| 2              | Люси Бронз         | Манчестер Сити    | 28 октября 1991  | 29      |         |         |
| 3              | Деми Стоукс        | Манчестер Сити    | 12 декабря 1991  | 29      |         |         |
| 5              | Стефани Хьютон     | Манчестер Сити    | 23 апреля 1988   | 33      | 5       | 3       |
| 12             | Рэйчел Дейли       | Хьюстон Дэш       | 6 декабря 1991   | 29      |         |         |
| 14             | Милли Брайт        | Челси             | 21 августа 1993  | 27      |         |         |
| 16             | Лея Уильямсон      | Арсенал           | 29 марта 1997    | 24      |         |         |
| 21             | Карлотт Ваббен-Мой | Арсенал           | 11 января 1999   | 22      |         |         |
| Полузащитники  |                    |                   |                  |         |         |         |
| 4              | Кира Уолш          | Манчестер Сити    | 8 апреля 1997    | 24      |         |         |
| 6              | Софи Ингл          | Челси             | 2 сентября 1991  | 29      |         |         |
| 8              | Ким Литтл          | Арсенал           | 29 июня 1990     | 31      | 5       |         |
| 11             | Каролина Вейр      | Манчестер Сити    | 20 июня 1995     | 26      |         |         |
| 18             | Джилл Скотт        | Манчестер Сити    | 2 февраля 1987   | 34      | 5       | 1       |
| Нападающие     |                    |                   |                  |         |         |         |
| 7              | Никита Пэррис      | Олимпик Лион      | 10 марта 1994    | 27      |         |         |
| 9              | Эллен Уайт         | Манчестер Сити    | 9 мая 1989       | 32      | 4       |         |
| 10             | Франческа Кирби    | Челси             | 29 июня 1993     | 28      |         |         |
| 15             | Лорен Хемп         | Манчестер Сити    | 7 августа 2000   | 20      |         |         |
| 17             | Джорджия Стануэй   | Манчестер Сити    | 3 января 1999    | 22      |         |         |
| 19             | Ниам Чарльз        | Челси             | 21 июня 1999     | 22      |         |         |
| 20             | Элла Тун           | Манчестер Юнайтед | 2 сентября 1999  | 21      |         |         |
| Главный тренер |                    |                   |                  |         |         |         |
| Флаг Норвегии  | Хеге Риисе         | Хеге Риисе        | 18 июля 1969     |         |         |         |